# Siamo ancora qui
Siamo ancora qui è il quarto singolo di Fiorella Mannoia estratto dall'album Combattente, uscito il 28 aprile 2017.
Il singolo, dalle atmosfere elettropop, è un inno all'amore libero.

## Descrizione
La cantante è molto affezionata a questo brano, dichiara che è un brano all'insegna della libertà e di essere liberi.
Il brano è stato presentato per la prima volta durante una puntata del serale del programma di Maria De Filippi, Amici di Maria De Filippi.

## Video musicale
Il videoclip, diretto da Simone Nocchi, è stato pubblicato il 28 aprile 2017 sul canale Youtube della cantante e raffigura varie scene durante il tour.

## Classifiche
| Classifica (2017)             | Posizione massima |
| ----------------------------- | ----------------- |
| Italia (airplay indipendenti) | 2                 |

## Formazione
- Fiorella Mannoia
- Cesare Chiodo
- Bungaro